# Wouter Van Mechelen

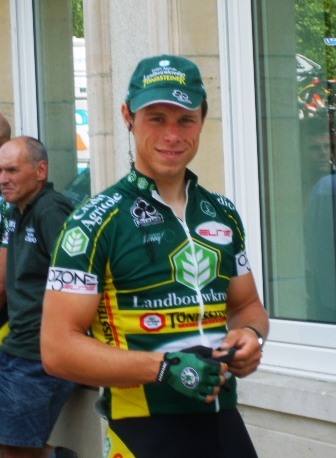
Wouter Van Mechelen vor der zweiten Etappe der Luxemburg-Rundfahrt 2007

Wouter Van Mechelen (* 8. April 1981 in Antwerpen) ist ein ehemaliger belgischer Radrennfahrer.
1997 wurde Wouter Van Mechelen fünffacher belgischer Jugendmeister auf der Bahn, im Omnium, 500-Meter-Zeitfahren, im Sprint, Punktefahren und in der Einerverfolgung. In den folgenden Jahren errang er weitere belgische Meistertitel auf der Bahn in verschiedenen Disziplinen und Altersklassen. 2002 gewann er den ersten nationalen Titel in der Elite im Omnium und im selben Jahr mit Iljo Keisse bei den Bahneuropameisterschaften (U23) die Bronzemedaille im Zweier-Mannschaftsfahren. 2003 wurde er zweifacher belgischer Meister, im Omnium und im Zweier-Mannschaftsfahren (mit Steven De Neef).
Auf der Straße gewann Van Mechelen 2004 eine Etappe der Tour de la Somme und in der Saison 2006  unter anderem die Punktewertung bei der Sachsen-Tour.

## Erfolge

### Bahn
1997
- Belgischer Jugendmeister – Omnium, 500-Meter-Zeitfahren, Sprint, Punktefahren, Einerverfolgung

1998
- Belgischer Juniorenmeister – Omnium, Zweier-Mannschaftsfahren (mit Andries Verspeeten)

1999
- Belgischer Juniorenmeister – Einerverfolgung, Punktefahren

2000
- Belgischer Juniorenmeister – Omnium

2002
- Europameisterschaft (U23) – Zweier-Mannschaftsfahren (mit Iljo Keisse)
- Belgischer Meister – Omnium

2003
- Belgischer Meister – Omnium, Zweier-Mannschaftsfahren (mit Steven De Neef)

### Straße
2004
- eine Etappe Tour de la Somme

2006
- Punktewertung Sachsen-Tour

## Teams
- 2003 Vlaanderen-T Interim
- 2004 Vlaanderen-T Interim
- 2005 Chocolade Jacques-T Interim
- 2006 Chocolade Jacques-Topsport Vlaanderen
- 2007 Landbouwkrediet-Tönissteiner
- 2008 Landbouwkrediet-Tönissteiner
- 2009 Fidea Cycling Team
- 2010 Fidea Cycling Team